# Michal Trpák
Michal Trpák (* 6. února 1982 České Budějovice) je český sochař.

## Život
Vystudoval kamenosochařství na Střední uměleckoprůmyslové škole svaté Anežky v Českém Krumlově. V letech 2001–2007 studoval na Vysoké škole uměleckoprůmyslové v Praze a dále pokračoval doktorandským studiem na Fakultě výtvarných umení Akadémie umení v Banské Bystrici. Tvoří sochy z různých materiálu, které jsou umístěny ve veřejném prostoru. Věnuje se také grafice a malbě. Přivydělával si restaurátorstvím. Od roku 2007 pořádá v Českých Budějovicích výstavu Umění ve městě.

## Výstavy
samostatné
- 2015 – Swept up, Leicester Square, Londýn, Velká Británie
- 2015 – Tváře, hotel Rott, Praha
- 2014 – Výstava v Sýpce, zámek Dub u Prachatic
- 2014 – Část celku, Galerie u Zlatého Slunce, Týn nad Vltavou
- 2013 – Hledání štěstí – Hotel Mosaic House, Praha 2
- 2013 – Zpátky do jeskyně – Zbrašovské aragonitové jeskyně
- 2012 – Cherub Současnosti, Spejs, Praha
- 2012 – výstava v rámci festivalu Setkání s hudbou, Kulturní dům, Soběslav
- 2012 – výstava v ulicích Banské Bystrice
- 2012 – Dialogy mikrokosmů, A7 Office center, Praha Holešovice
- 2011 – Dialogy mikrokosmů- GKK, kostel Sv. Vavřince v Klatovech
- 2009 – Dialogy 2 – Paladium Praha
- 2009 – Dialogy, Danube House, Praha
- 2009 – Jiná dimenze reality- Galerie FX, Banská Bystrice
- 2008 – Forma a idea – Palác Křižík, Praha
- 2007 – Humanoidi – výstava diplomové práce, pěší zóna v Českých Budějovicích
- 2002 – Alšova Jihočeská Galerie v Českých Budějovicích

společné
- 2018 – Umění ve městě, České Budějovice
- 2017 – Umění ve městě, České Budějovice
- 2016 – Umění ve městě, České Budějovice
- 2015 – Umění ve městě, České Budějovice
- 2015 – Sculpture line, Ministerstvo kultury, Prahy
- 2015 – Strassacker bronz edition, Hotel Meridien, Stuttgart, Německo
- 2015 – Art Gen, Praha Holešovice
- 2014 – Umění ve městě, České Budějovice
- 2014 – River Gallery, Bratislava, Slovensko
- 2014 – Secret garden party – art and music festival, Abbots Ripton, Anglie
- 2014 – Arezzo, centrum historického centra, Arezzo, Itálie
- 2013 – Sochy v zahradě, Kroměříž
- 2013 – Umění ve městě, České Budějovice
- 2012 – Umění ve městě, České Budějovice
- 2011 – Umění ve městě, České Budějovice
- 2011 – Mladé setkání, Galerie výtvarných umění Hodonín
- 2010 – Myslitelé, VŠE Praha
- 2010 – Myslitelé, Paladium Praha
- 2010 – Umění ve městě, České Budějovice
- 2009 – BAF, Brněnský veletrh umění
- 2009 – Umění ve městě, České Budějovice
- 2008 – Sochařský kvartet ve městě – České Budějovice (výstava se skupinou 4sochaři)
- 2008 – Aeronále – letiště Ruzyně, Praha
- 2007 – Exteriéry a podzemí města, Zwiesel, Německo
- 2006 – Ayden Gallery, Vancouver, Kanada
- 2005 – Klementinum, Praha (kolektivní výstava ateliéru socha2, VŠUP)
- 2003 – Studenti Karlínu, Karlín, Praha (kolektivní projekt pro Prahu postiženou povodní)
- 2002 – Galerie Tunnel, Praha (kolektivní výstava ateliéru socha 2, VŠUP)
- 1998 – galerie Hrozen, České Budějovice (kolektivní výstava SUPŠ)

## Realizace
- 2016 – Zrcadlení, fontána do soukromé zahrady, Praha
- 2015 – Lehká nejistota, instalace ve foyer zámořské lodi Mein Schiff
- 2014 – Hledání štěstí, hotel Mosaic House, Praha
- 2014 – Fontána, soukromá zahrada, Olomouc
- 2013 – Zvědavci, dům Split, České Budějovice
- 2012 – Ateistická modlitba, Klenová, Klatovy
- 2012 – Lehká nejistota, European Business Centrum, Praha
- 2009 – Humanoidi, pěší zóna České Budějovice
- 2008 – Jdeme, Palác Křižík, Praha
- 2008 – Sochařský ateliér České Budějovice
- 2008 – Sochařský ateliér České Budějovice
- 2006 – Skalní jeviště, ZOO v Kamloops, Britská Kolumbie, Kanada
- 2005 – Tornádo, pivovar, Litovel
- 2003 – Čtenáři, Révové nádvoří Klementina, Praha
- 2001 – Sedící dívka, Český Krumlov

## Knihy
- 2017 – 10 let Umění ve městě
- 2016 – Masters of Contemporary Fine Art
- 2015 – Unexpected Art
- 2013 – Creacity

## Galerie

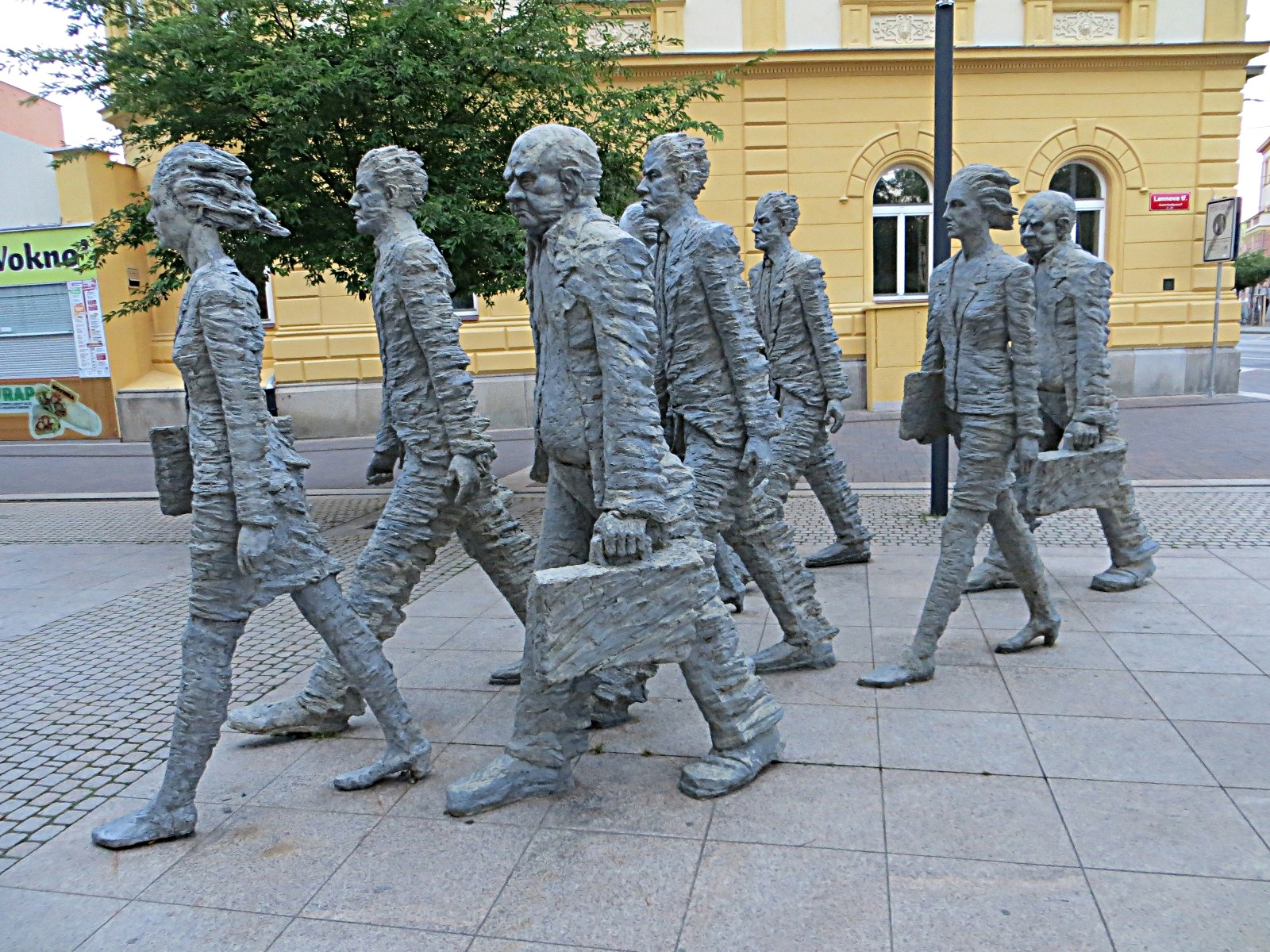
Humanoidi - začátek výstavy Umění ve městě
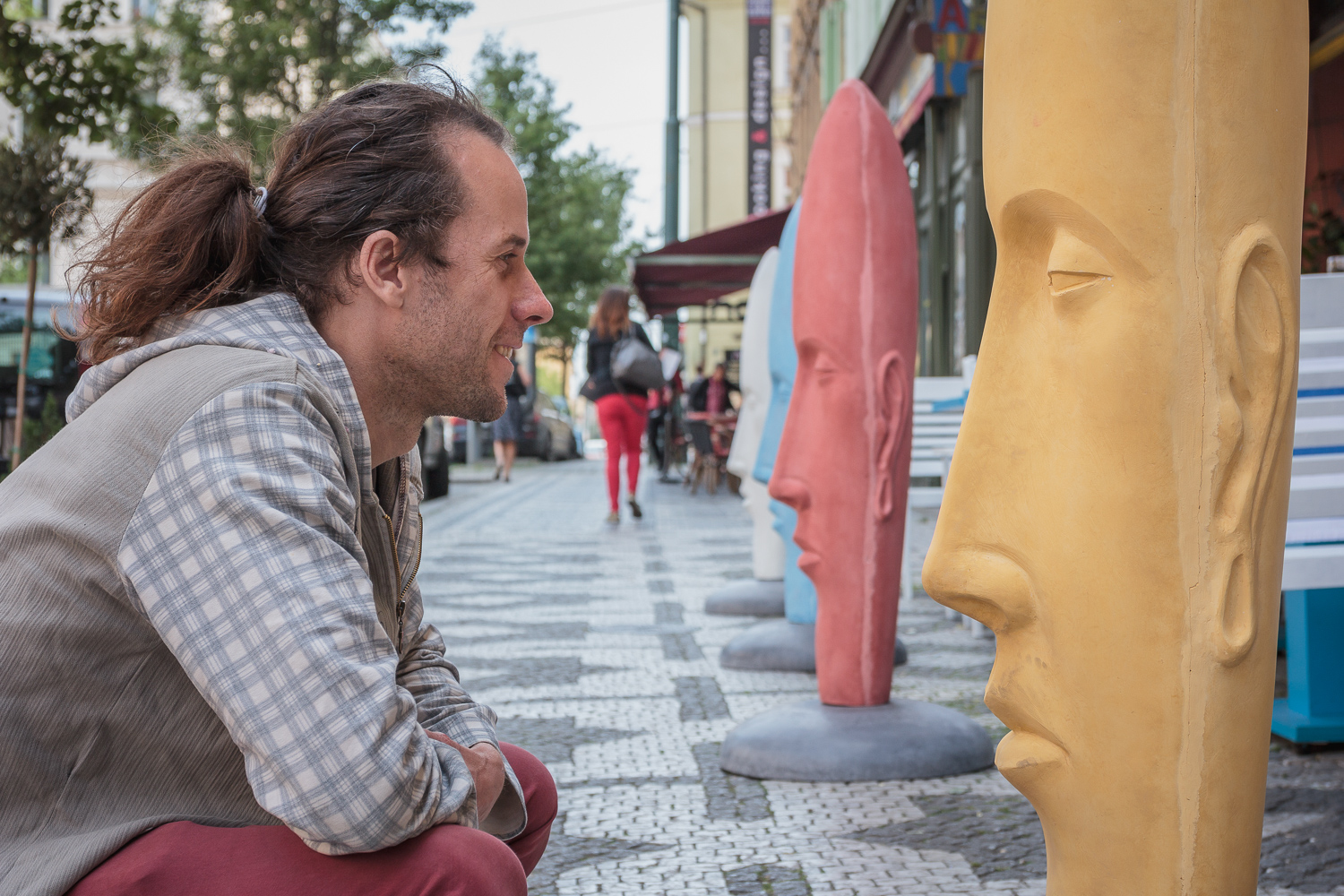
Autor se sochami Šošoni
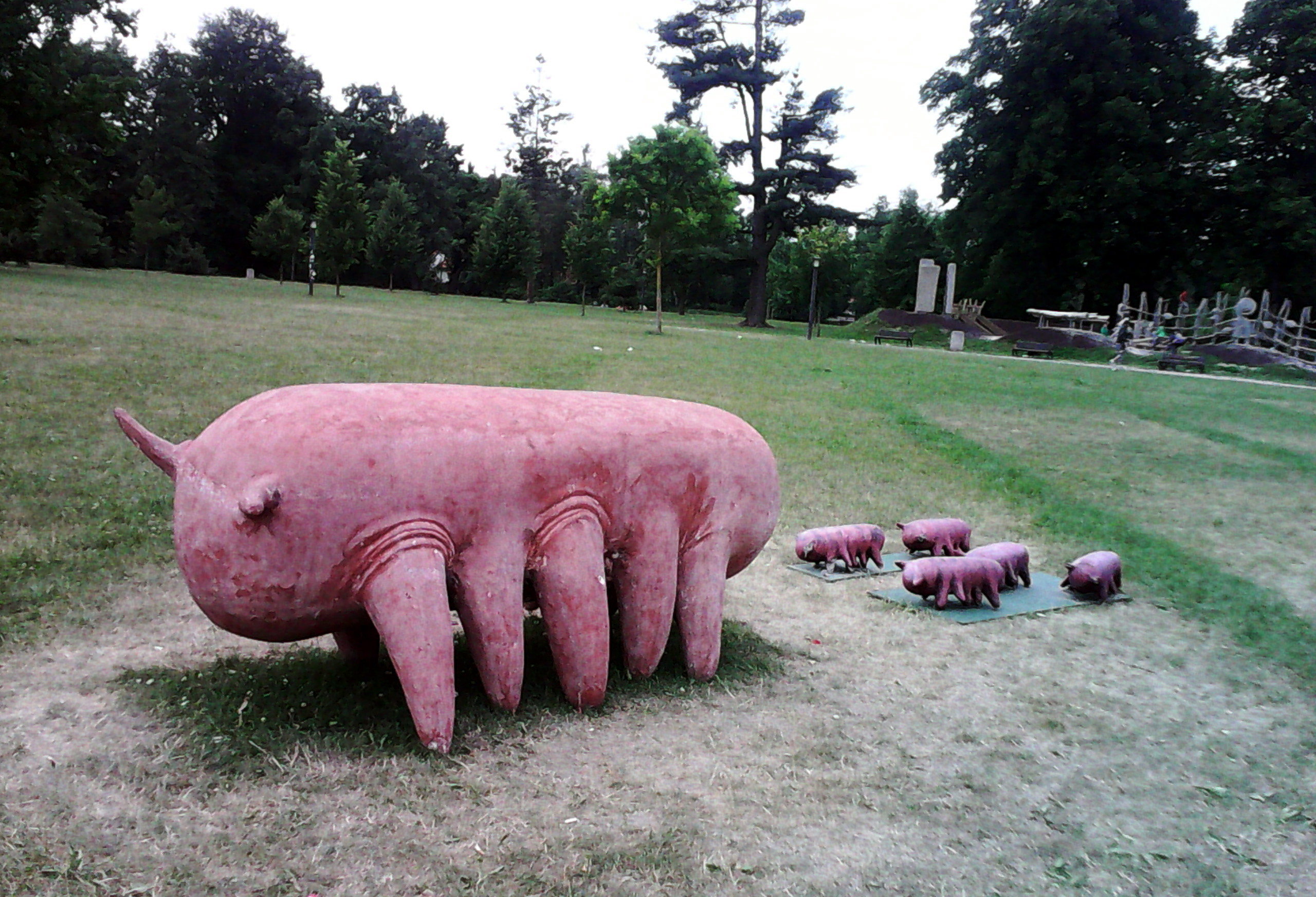
Mazlíci
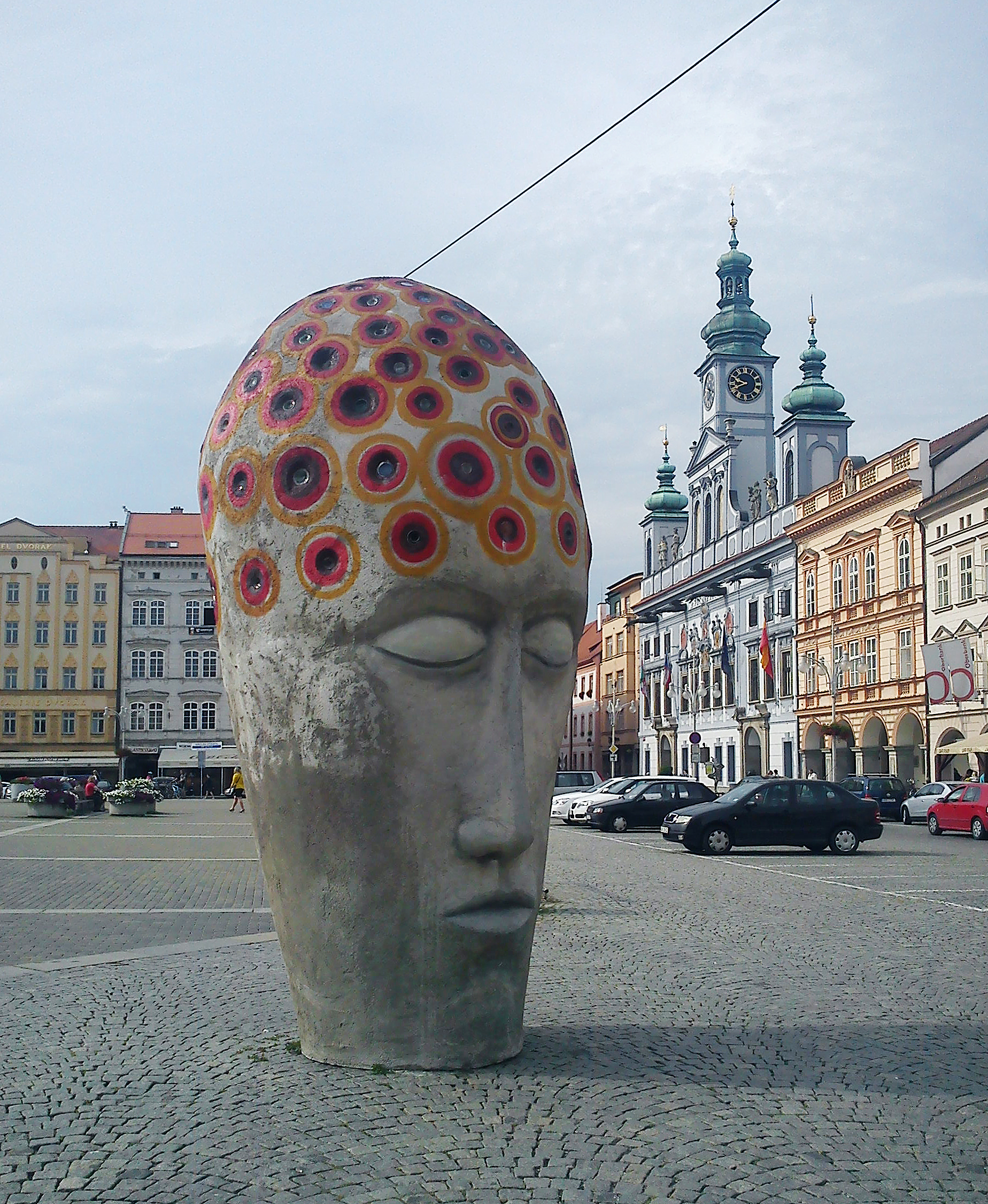
V-myšlení
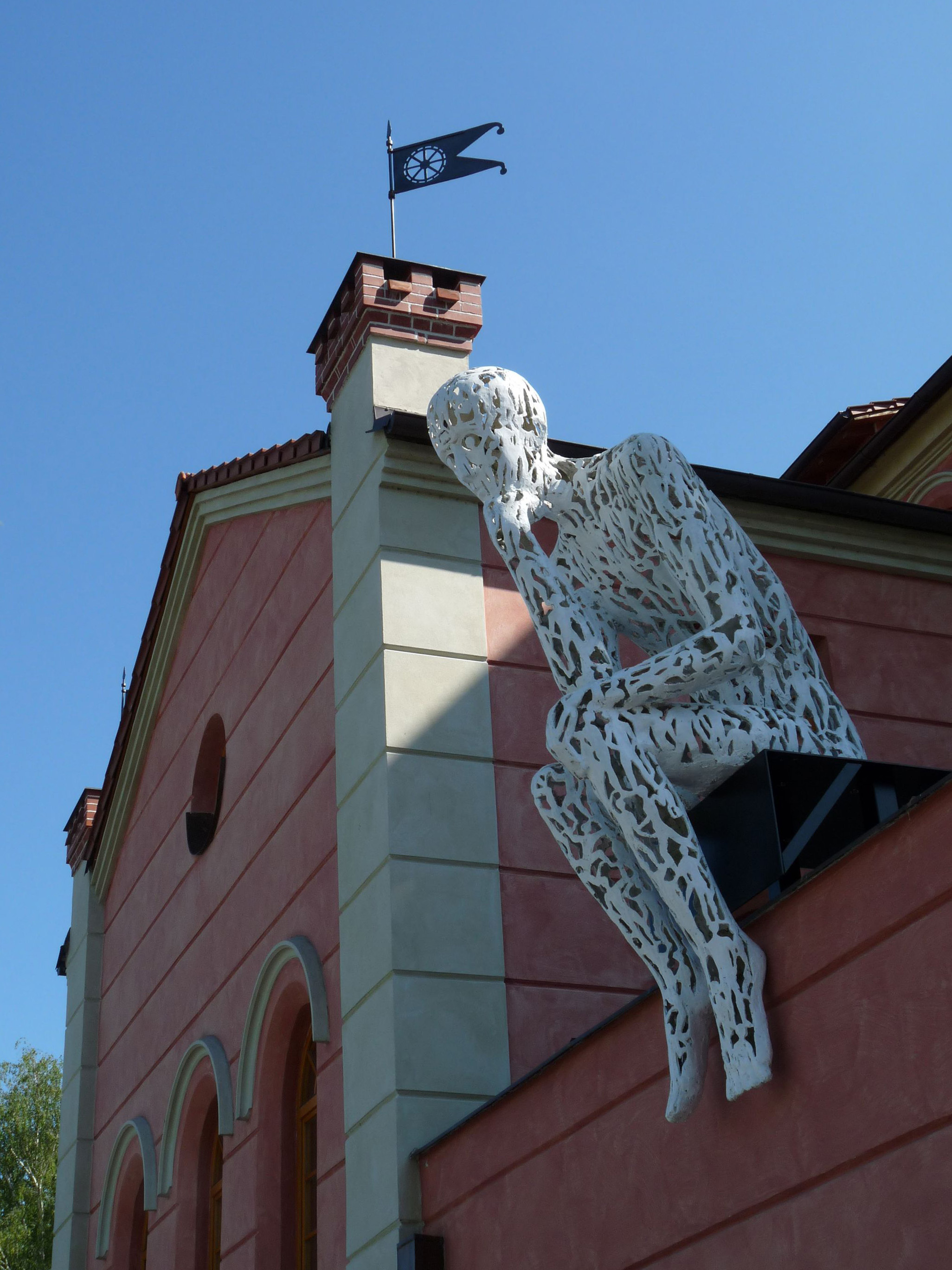
Myslitel